# Copa do Craque de Masters
A Copa do Craque de Masters, também conhecida como Copa Zico, foi a terceira edição da Copa do Mundo de Masters, e pela terceira vez em execução, realizada no Brasil, durante o mês de Janeiro de 1990. Esta edição retornou ao primeiro formato no qual havia cinco equipes "Senior", agora denominadas como "Masters".
Participaram desta edição a equipe anfitriã, Brasil, a Argentina, campeã da Copa Pelé, Itália, Holanda e Polônia, sendo que as duas últimas nunca haviam participado antes do torneio.

## Competições
As duas primeiras edições foram chamadas 'Mundialito de Seniors', ou Copa Pelé. A terceira foi chamada de Copa do Craque de Masters, ou Copa Zico. Por fim, as três últimas foram chamadas Copa do Mundo de Masters. 

## Jogos
| 10 de janeiro | Argentina | 5 - 2 | Polónia | São Paulo |
|               |           |       |         |           |

| 10 de janeiro | Brasil                                       | 4 - 1 | Países Baixos | São Paulo |
|               | Éder · Cláudio Adão , · Willy van de Kerkhof |       | Boeve         |           |

| 13 de janeiro | Itália | 1 - 2 | Países Baixos | São Paulo |
|               |        |       |               |           |

| 14 de janeiro | Brasil | 0 - 0 | Argentina | São Paulo |
|               |        |       |           |           |

| 15 de janeiro | Itália | 1 - 1 | Polónia  | São Paulo |
|               | Causio |       | Puszkarz |           |

| 17 de janeiro | Argentina | 1 - 3 | Países Baixos | São Paulo |
|               |           |       |               |           |

| 17 de janeiro | Brasil          | 2 - 1 | Polónia | São Paulo |
|               | Zico · Wladimir |       | Kmiecik |           |

| 19 de janeiro | Itália | 1 - 0 | Argentina | São Paulo |
|               |        |       |           |           |

| 20 de janeiro | Países Baixos | 2 - 4 | Polónia | São Paulo |
|               |               |       |         |           |

| 20 de janeiro | Brasil                          | 2 - 1 | Itália | São Paulo |
|               | Cláudio Adão · Serginho Chulapa |       | Causio |           |

## Classificação
| Equipe        | J | V | E | D | GM | GS | SG | Pts. |
| ------------- | - | - | - | - | -- | -- | -- | ---- |
| Brasil        | 4 | 3 | 1 | 0 | 8  | 3  | +5 | 7    |
| Países Baixos | 4 | 2 | 0 | 2 | 8  | 10 | -2 | 4    |
| Argentina     | 4 | 1 | 1 | 2 | 6  | 6  | 0  | 3    |
| Itália        | 4 | 1 | 1 | 2 | 4  | 5  | -1 | 3    |
| Polónia       | 4 | 1 | 1 | 2 | 8  | 10 | -2 | 3    |

## Decisão do 3° Lugar
| 24 de janeiro | Itália | 2 - 3 | Argentina | São Paulo |
|               |        |       |           |           |

## Final
| 24 de janeiro | Brasil                                                         | 5 - 0 | Países Baixos | Estádio do Canindé, São Paulo |
|               | Zico 2', 64' · Serginho Chulapa 51' · Éder 60' · Cafuringa 85' |       |               |                               |

## Premiação
| Campeão Copa Zico |
| Brasil            |
| BRASIL 2° título  |
| ----------------- |